# Landmark Conference
La Landmark Conference (en español: Conferencia Prominente) es una conferencia de la División III de la NCAA, fundada el 5 de diciembre de 2005, que busca agrupar universidades con un nivel académico elevado, al igual que hacen otras conferencias como New England Small College Athletic Conference, University Athletic Association o Southern Collegiate Athletic Conference, pero dentro de un área geográfica limitada al entorno de las 8 instituciones fundacionales, para que los alumnos no pierdan días de clase por viajar con sus equipos a los partidos de fuera de casa. 
En julio de 2014 se unió Elizabethtown College a las ocho universidades fundacionales, mientras que en julio de 2016, la Academia de la Marina Mercante de los Estados Unidos retornó a su conferencia original, la Skyline Conference.
En febrero de 2022 se anunció la incorporación de la Universidad Wilkes y Lycoming College en la temporada 2023-24, procedentes de la Middle Atlantic Conference Freedom, además de la inclusión del fútbol americano y la entrada de Keystone College como miembro asociado en este deporte, en el que se acordó un calendario con la Empire 8 para que los equipos de ambas conferencias disputen partidos entre sí. En 2025 se unirá la Universidad Estatal de Connecticut Occidental como miembro asociado en fútbol americano. 

## Miembros
| Institución                     | Localización               | Equipo    | Tipo    | Año de unión |
| ------------------------------- | -------------------------- | --------- | ------- | ------------ |
| Goucher College                 | Towson, Maryland           | Gopher    | Privada | 2007         |
| Juniata College                 | Huntingdon, Pensilvania    | Eagles    | Privada | 2007         |
| Moravian College                | Bethlehem, Pensilvania     | Greyhouds | Privada | 2007         |
| Universidad Católica de América | Washington D. C.           | Cardinals | Privada | 2007         |
| Universidad de Scranton         | Scranton, Pensilvania      | Royals    | Privada | 2007         |
| Universidad Drew                | Madison, Nueva Jersey      | Rangers   | Privada | 2007         |
| Universidad Susquehanna         | Selinsgrove, Pensilvania   | Crusaders | Privada | 2007         |
| Elizabethtown College           | Elizabethtown, Pensilvania | Blue Jays | Privada | 2014         |
| Universidad Wilkes              | Wilkes-Barre, Pensilvania  | Colonels  | Privada | 2023         |
| Lycoming College                | Williamsport, Pensilvania  | Warriors  | Privada | 2023         |

### Miembros Asociados
| Institución          | Localización          | Equipo | Tipo    | Año de Unión | Deporte          | Conferencia Primaria     |
| -------------------- | --------------------- | ------ | ------- | ------------ | ---------------- | ------------------------ |
| Universidad Marywood | Scranton, Pensilvania | Pacers | Privada | 2018         | Golf femenino    | Atlantic East Conference |
| Keystone College     | La Plume, Pensilvania | Giants | Privada | 2023         | Fútbol americano | United East Conference   |

## Deportes
Los deportes practicados en esta conferencia son: 
| Categoría masculina - Baloncesto - Campo a través - Fútbol - Golf - Natación y saltos - lacrosse - tenis - atletismo - béisbol - fútbol americano |  | Categoría femenina - Baloncesto - Campo a través - Fútbol - Golf - Natación y saltos - lacrosse - tenis - atletismo - sófbol - voleibol - hockey sobre hierba |

## Antiguos miembros
| Institución                                          | Localización           | Equipo   | Tipo    | Año de unión | Año de salida |
| ---------------------------------------------------- | ---------------------- | -------- | ------- | ------------ | ------------- |
| Academia de la Marina Mercante de los Estados Unidos | Kings Point Nueva York | Mariners | Militar | 2007         | 2016          |